# Frank Dupré

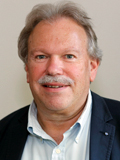
Frank Dupré

Frank Dupré (* 11. Oktober 1954 in Speyer) ist ein deutscher mittelständischer Bauunternehmer. Er ist seit Februar 2005 Vizepräsident des Zentralverbands Deutsches Baugewerbe und seit 2006 Präsident des Baugewerbeverbandes Rheinland-Pfalz.

## Leben
Dupré ist Diplom-Kaufmann.  Von 1987 bis 2000 war er Obermeister der Baugewerbe- und Zimmererinnung Speyer. Von 1989 bis 1992 war er Vorsitzender der Vereinigung Junger Bauunternehmer im ZDB; er war deren Gründungsvorsitzender. Von 1993 bis 1998 war er Mitglied des Stadtrates der Stadt Speyer und Mitglied des Bauausschusses der Stadt Speyer. 
Im Mai 1992 wurde er Vorsitzender des Pfälzischen Baugewerbeverbandes; dieses Amt hatte er bis 1994 inne. Von 1994 bis 2006 war er anschließend Präsident des Baugewerbeverbandes Rheinhessen-Pfalz. 2006 wurde er Präsident des Baugewerbeverbandes Rheinland-Pfalz. 
Seit Januar 2005 ist Dupré Vorsitzender des Ausschusses für Sozial- und Tarifpolitik im Zentralverband des Deutschen Baugewerbes. In dieser Funktion verantwortete Dupré die Gestaltung der Sozial- und Tarifpolitik für die gesamte Bauwirtschaft. Er wirkte entscheidend an der Einführung des Saison-Kurzarbeitergeldes, eines Instrumentariums zur Verringerung der Winterarbeitslosigkeit auf dem Bau, an der Angleichung der Mindestlöhne in Ost und West und an der Einführung einer tariflichen Zusatzrente mit. Auch an der Einführung der  40-Stunden-Woche ohne Lohnausgleich war er entscheidend beteiligt.
Seit 2005 ist Dupré Mitglied und Alternierender Vorsitzender des Aufsichtsrates der Zusatzversorgungskasse der Bauwirtschaft und des Verwaltungsrats der Urlaubs- und Lohnausgleichskasse der Bauwirtschaft. In dieser Funktion setzte er sich insbesondere für die Modernisierung und Optimierung der Geschäftsprozesse ein.
Darüber hinaus ist Dupré seit 2005 Vorstandsmitglied der Bundesvereinigung Deutscher Arbeitgeberverbände sowie seit 2005 Mitglied im Vorstand der Berufsgenossenschaft der Bauwirtschaft und seit 2011 Vorsitzender des Vereins „Berufsgenossenschaftliche Heilbehandlung Heidelberg“, der zwei Unfallkliniken betreibt. 
Dupré vertritt die Interessen der mittelständischen Bauwirtschaft auch auf europäischer Ebene; er ist seit 2012 Vizepräsident der Fédération de l’Industrie Européenne de la Construction (FIEC), dem Verband der Europäischen Bauwirtschaft. 
Seit 2012 ist Dupré Geschäftsführer der C. Dupré Bau GmbH & Co. KG in Speyer.

## Auszeichnungen
Dupré erhielt für sein berufsständisches Engagement mehrere Auszeichnungen, u. a. 2011 das Verdienstkreuz an Bande der Bundesrepublik Deutschland, die Goldene Verdienstmedaille des Zentralverbandes Deutsches Baugewerbe (2006), die Goldene Ehrennadel des Baugewerbeverbandes Rheinland-Pfalz (2008) und die Ehrennadel in Gold der Handwerkskammer der Pfalz (2006). 
Im Jahr 2005 wurde er für die Erfindung des Infrastrukturkanals in monolithisch unbewehrter Faserortbetonbauweise mit dem Innovationspreis des Landes Rheinland-Pfalz ausgezeichnet. 